# Christos Dantis
Christos Vlachakis (Grekiska: Χρήστος Βλαχάκης), född den 26 september 1966 i Kaisarianí, Grekland, är en grekisk sångare och låtskrivare Christos Dantis (Grekiska: Χρήστος Δάντης),
Dantis började när han var 16 år i olika musikstilar såsom rock, funk och metal. Först efter några år fick han skivkontrakt för maxisinglarna "Turn Being" och "Belly Dance". Christos var även en av dem som skrev vinnarlåten till år 2005:s Eurovision Song Contest, Greklands bidrag "My Number One" som framfördes av Helena Paparizou.

## Diskografi
- 1990 – Daktilika Apotipomata
- 1994 – Dantis 4
- 1995 – Tama
- 1996 – 18 Paradosiaka Kai Ena (Foni Voontos)
- 1997 – Ta Giousoufakia
- 1998 – Tournas/Dantis Live
- 1999 – To Palio Mou Palto
- 2001 – To Domatio
- 2002 – The Best Of Christos Dantis
- 2003 – Ena Tragoudi Akoma
- 2004 – Maya Maya
- 2005 – Kata Vothos